# Georg Hörtnagel
Georg Hörtnagel (* 12. März 1927 in München; † 1. Mai 2020) war ein deutscher Kontrabassist und Konzertagent.

## Leben
Georg Hörtnagels Vater war Bauer. Nach seinem Studium (Kontrabass, Dirigieren und Komposition) am Konservatorium Augsburg und an der Musikhochschule München wurde Hörtnagel 1948 von Sir Georg Solti in das Orchester der Bayerischen Staatsoper berufen. Seit 1966 konzentrierte er sich auf solistische und kammermusikalische Auftritte. Einen Namen machte er sich durch seine Einspielung des Kontrabasskonzertes von Carl Ditters von Dittersdorf und ebenso durch zahlreiche Aufführungen des Forellenquintetts von Franz Schubert, zusammen mit Christoph Eschenbach und dem Beaux Arts Trio. Zudem dirigierte er zahlreiche Symphoniekonzerte und Opern.
Hörtnagel unterrichtete viele Jahre am Konservatorium Nürnberg. 1967 zwang ihn eine Handverletzung zur Aufgabe seiner Karriere als Musikinterpret.
Seit 1966 betrieb er gemeinsam mit seiner Frau Elisabeth die von ihr gegründete „Agentur Hörtnagel“ in München. Nach dem Tod seiner Frau und seines damals 12-jährigen Sohnes im Jahr 1980 war Hörtnagel seit 1997 mit seiner Frau Angelika verheiratet und betrieb die Agentur ab 2015 zusammen mit seiner Tochter Konstanze und zwei weiteren Partnern. Als Konzertagent organisierte er viele Jahre den deutsch-russischen Musikaustausch.

## Auszeichnungen
- 1998: Bundesverdienstkreuz

- 2018: Ernennung zum Ehrenbürger von Polling (bei Weilheim)[4]
- 2018: Live Entertainment Award für sein Lebenswerk[5]

## Diskografie (Auswahl)
- Franz Schubert: Klavierquintett D 667 „Forellenquintett“ (Polygram; 1993)
- Karl Ditters von Dittersdorf: Kontrabasskonzert E-Dur (Zyx Music; 2001)
- Franz Schubert: Great chamber works (Universal Music; 2004)